# دهستان خاله‌سرا
دهستان خاله سرا نام دهستانی در بخش اسالم شهرستان طوالش، استان گیلان در ایران است. براساس سرشماری مرکز آمار ایران در سال ۱۳۸۵، جمعیت آن ۶۹۳۰ نفر (۱۶۹۱ خانوار) بوده‌است.